# Батошево
Батòшево е село в Северна България, община Севлиево, област Габрово.

## География
Село Батошево се намира на около 19 km запад-северозападно от центъра на град Габрово и 13 km южно от град Севлиево. Разположено е в Средния Предбалкан, в северните подножия на Черновръшки рид, край река Росица, чиито извивки следва по цялото си протежение. Климатът е умереноконтинентален, почвите в землището са преобладаващо сиви горски. Надморската височина при сградата на кметството е около 285 m, на запад и север от нея нараства до около 300 – 310 m, а в североизточния край на селото в близост с реката намалява до около 250 m.
През селото минава третокласният републикански път III-6072, който на югозапад води до град Априлци, а на североизток – до връзка преди село Горна Росица с третокласния републикански път III-4402.
В землището на Батошево има два микроязовира.
Населението на село Батошево, наброявало 428 души при преброяването към 1934 г., нараства до 994 към 1985 г., намалява до 553 към 2011 г. и към 2019 г. наброява (по текущата демографска статистика за населението) 563 души.

## Икономика
В селото са изградени ВЕЦ Батошево 1 и 2, които са малки водноелектрически централи, като ВЕЦ Батошево 2 е нова, построена с номинална мощност 2100 kW. В селото има също и цех за обработка на пластмасови изделия.
ВЕЦ „Батошево“ 1 е историческа, една от първите водноелектрически централи в България, строена в периода 1929 – 1930 г. от Воден синдикат „Росица“. Основен проектант е инж. Борис Хаджиев (Габрово), възпитаник на Лвовската политехника. Това е част от каскадата малки язовири и електроцентрали в Стара планина, изградена от този синдикат – първата каскада в страната. Тя функционира. Стратегическото виждане на авторите е било, че водите в България са с много източници, на големи денивелации, но малки по дебит, заради което е най-добре да се залага на множество малки обекти, а не на няколко крупни. Тази концепция е изоставена веднага след 9 септември 1944 г. от новата власт по съветски образец.

## История
На височината „Градът" край селото има следи от късноантична крепост от V – VI век, възстановявана през XIII – XIV век.
Батошево е старо селище. Споменава се за пръв път в Батошевския надпис от времето на цар Михаил II Асен. Под името Батошево се явява и в османотурски регистри на военно-феодалните владения от средата на XV век. Отбелязано е и в документи от 1579 г., 1618 г. и 1638 г. През втората половина на XIX век в селото настъпва икономически разцвет, развиват се скотовъдството и бубарството; в 1874 г. има 313 къщи. В Батошево има килийно училище от 1845 г., през 1861 г. е построена сграда за ново училище.
През 1875 г. е основан революционен комитет. След избухване на Априлското въстание от 1876 г. населението на Батошево въстава на 4 май; въстаниците с група от четата на Цанко Дюстабанов формират бойна част и водят сражения с нападащия ги башибозук. На 6 май, след героична съпротива, селото е превзето и опожарено, избити са мнозина. Малка част от населението се спасява, като избягва в Балкана. Опожарен е и Батошевския манастир. В селото има паметник на загиналите в Априлското въстание.

### Църква
Строежът на църква, по разрешение на турската власт, започва през 1864 г. В западната част са построени стаи, служещи за килийно училище. Църквата е пострадала през 1876 г. по време на Априлското въстание и е възобновена след Освобождението.

### Училище
Училищна просветна дейност в Батошево започва в средата на 19 век предимно от православни свещеници в частни къщи, а от 1860-те години – в килийното училище при църквата. Сграда за начално училище е построена през 1879 г. В периода 1914 – 1918 г. в училището се откриват последователно трите прогимназиални класа. С откриването на пълна прогимназия училищната сграда става недостатъчна и от 1915 г. започва изграждането на нова на един етаж, завършило през 1927 г. с построяването и на втори етаж. От 1960-те години в училището се обучават и децата на работещи в ДИП „Митко Палаузов“ в Батошево заселници от село Кастел (около една пета от децата са власи), както и деца от селата Карамичевци и Енев рът. По същото време към училището е уредено общежитие за децата от околните села. През 1988 г. е открита нова училищна сграда в Батошево и началният курс на обучение е преместен в нея. В началото на учебната 1989 – 1990 г. е открита нова паралелка – подготвителен клас за деца невладеещи български език. От 1992 г. училището в Батошево получава името Основно училище „Св. св. Кирил и Методий“. През 2006 г., поради постоянно намаляващия брой на учениците, училището в Батошево е закрито, а учениците са пренасочени към основното училище в село Шумата.

### Читалище
За начална година на читалището в Батошево е приета 1881 г., когато то е създадено под името „Напредък“. Смята се, че то е учредено като читалище „Помощ“ през април 1875 г., едновременно с местния революционен комитет, за да прикритие дейността на комитета и като такова съществува до Априлското въстание, а след Освобождението през 1881 г. е възстановено, като през 1895 г. възстановява и старото си име „Помощ“. По време на войните 1912 – 1918 г. дейността на читалището замира. Културно – просветната дейност се активира във връзка с подготовката за честване на 50 годишнината на Априлското въстание през 1926 г. До тогава читалището се намира в сградата на училището. През 1948 г. се приема нов устав на читалището.

### Потребителна кооперация
Кооперацията е основана на 9 март 1909 г. с наименование „Земеделско спестовно взаимоспомагателно дружество“ от 53 души – учредители. Дружеството е регистрирано от севлиевското отделение на Търновския окръжен съд под наименование „Помогни си сам“. Дружеството е раздавало само кредити на членовете си за покупка на добитък и други. През 1936 г. се открива първия магазин в селото в частна къщата. Кооперацията се намесва активно в изкупуването на селскостопански произведения като сливи, ябълки и други, с което влиза в конфликт с тогавашните търговци. През 1941 г. започва строеж на дъскорезница и се откриват още два магазина – в Карамичевци и Кастел. В началото на 1945 г. кооперацията открива вече 5 магазина, като работи добре и дъскорезницата, от която след 1947 г. се обособява ДИП „Митко Палаузов“ в Батошево. През следващите години кооперацията разширява дейността и мрежата си от магазини. През 1950 г. кооперацията е преименувана от кредитна в потребителна, като се спира раздаването на кредити за членовете ѝ. През 1976 г. по нареждане на Окръжния кооперативен съюз град Севлиево потребителната кооперация „Помогни си сам“ в село Батошево преминава към потребителната кооперация „Зора“ село Шумата, с което се ликвидира нейната самостоятелност.

### ДИП „Митко Палаузов“
Държавното индустриално предприятие (ДИП) „Митко Палаузов“ в Батошево се създава през 1948 г. като „Горско индустриално поделение – село Стоките“ чрез обединяването на национализираните предприятия Дъскорезна фабрика „Стефан Христов Синев“ – село Угорелец и Дъскорезна фабрика на кооперация „Съединение“ – село Валевци. Предметът на дейност е производство на дървени фасонирани материали и различни видове широколистни амбалажи. През 1949 г. се преобразува в ДИП „Митко Палаузов“, а през 1955 г. сменя седалището си от село Стоките в село Батошево. През следващите години предприятието претърпява редица промени в предмета на дейност, организацията и наименованието, като последно през 1996 г. се преобразува в Еднолично акционерно дружество (ЕАД) и същата година е включено в списъка за приватизация.

### Електрическо кооперативно дружество „1876 г.“
Дружеството е основано на 30 октомври 1921 г. в село Батошево от 43-ма жители на селото. То е колективен член на Воден синдикат „Росица“ – Севлиево. Целта на дружеството е да доставя необходимата електрическа енергия от Воден синдикат „Росица“ – Севлиево за осветление и двигателна сила на членовете и на населението от селата Батошево, Шумата и Кастел, както и да набавя необходимите материали за съоръженията, да инсталира и поддържа мрежата. От основаването си до 1925 г. дружеството ограничава дейността си само да записва членове и събраният членски внос да внася във Водния синдикат „Росица“ на своя сметка. От 1926 г. до 1930 г. се набавят необходимите материали и се построява електропроводна мрежа от централата до селото и електрическата мрежа в селото. През 1931 г. в Батошево има електрическо осветление. През следващите години дружеството разширява и заздравява мрежата в Батошево и в селата Шумата и Кастел. На основание предписание от 10 октомври 1948 г. на Министерството на електрификацията дружеството се одържавява, като активите и пасивите преминават към Електрическо предприятие – Севлиево.

### Старопиталище „Нов живот“
Старопиталището е основано на 25 февруари 1923 г в село Батошево като Благотворително дружество “Старопиталище “Нов живот“ от жители на селото – 43-ма души, които са внесли основни вноски от по 100 лева. Целта на дружеството е да построи в Батошево приют за стари, бездомни, недъгави, бедни, сакати, неизлечимо болни и неспособни за работа хора. Средствата за постигане на целта са приходи от членски внос, от дарения, завещания и други помощи. Старопиталището се помещава в Батошевския девически манастир, който към това време не функционира като манастир. Старопиталището преустановява своята дейност на 10 декември 1932 г. по липса на средства за издръжка.

### Дом за мъже с душевни недъзи
Домът за мъже с душевни недъзи функционира в Батошево от 1962 г. – след като е преместен там от дотогавашното му седалище село Жълтеш. Домът е настанен в сграда на север от Батошево, на левия бряг на река Росица срещу ДИП „Митко Палаузов“. След промени в наименованието му, от 2000 г. той се нарича „Дом за възрастни с умствена изостаналост – с. Батошево“.

### ТКЗС
Трудово кооперативното земеделско стопанство (ТКЗС) в село Батошево съществува от 5 февруари 1958 г. – когато е учредено, до 31 декември 1958 г., а от 1 януари 1959 г. става съставна част на Обединеното трудово кооперативно земеделско стопанство (ОТКЗС) село Горна Росица. След 1971 г. стопанството под променени наименования е подразделение на АПК – Севлиево, на АПК – село Стоките, отново на АПК – Севлиево, а от 1 април 1990 г. преминава към Дървообработващия завод „Митко Палаузов“ в село Батошево като поделение на вътрешно-стопанска сметка.

## Население
Преброяване на населението през 2011 г.
Численост и дял на етническите групи според преброяването на населението през 2011 г.:
|                     | Численост | Дял (в %) |
| Общо                | 553       | 100,00    |
| Българи             | 539       | 97,46     |
| Турци               | 0         | 0,00      |
| Цигани              | 0         | 0,00      |
| Други               | 0         | 0,00      |
| Не се самоопределят | 0         | 0,00      |
| Неотговорили        | 14        | 2,53      |

## Обществени институции
Село Батошево към 2020 г. е център на кметство Батошево, което обхваща селата Батошево, Карамичевци и Кастел.
В село Батошево към 2020 г. има:
- действащо читалище „Помощ – 1881“;[23][24]
- църква „Свети Димитър“;[25]
- пощенска станция.[26]

## Културни и природни забележителности
- Батошевски манастир „Успение Богородично“ – мъжки (на около 4 km юг-югозападно от Батошево и километър западно от село Попска).
- Батошевски манастир „Въведение Богородично“ – девически.
- Паметник на един офицерски кандидат, 7 подофицера и 33 редници, загинали в Балканските войни 1912 – 1913 г. и в Първата световна война 1914 – 1918 г..[27]

## Личности
Родени в Батошево
- Йоаким Бакалов (1860 – 1952), български богослов.[28]
- Недю Александров (1904 – 2000) – секретар на Старозагорската митрополия, църковен изследовател, публицист и почетен гражданин на Стара Загора.[29]
- Атанас Минчов (около 1810 – 1845) – зограф, негови икони се намират в църквата „Св. Николай Летни“ в с. Гумощник.
- Димитър Попкръстев (1888 – 1970) – Занимава се с краеведческа дейност – написва история на родното си село.[30]

## Други
На Батошево е наречена улица в квартал „Люлин“ в София (Карта).